# Mistrovství Československa jednotlivců na klasické ploché dráze 1966
Mistrovství Československa jednotlivců na klasické ploché dráze 1966 se skládalo ze 4 závodů.

## Závody
Z1 = Mšeno – 15. 5. 1966
Z2 = Cheb – 17. 7. 1966
Z3 = Březolupy – 31. 7. 1966
Z4 = Polepy  – 2. 10. 1966

## Celkové výsledky
| Pořadí | Jméno             | Klub              | Body        | Body celkem |
| ------ | ----------------- | ----------------- | ----------- | ----------- |
| 1.     | Antonín Šváb      |                   | 60,60,80,80 | 220         |
| 2.     | Antonín Kasper    |                   | -,80,60,25  | 125         |
| 3.     | Luboš Tomíček     | Rudá hvězda Praha | 30,40,20,60 | 130         |
| 4.     | Karel Průša       |                   |             | 103         |
| 5.     | František Ledecký |                   |             | 95          |
| 6.     | Jan Holub         |                   |             | 86          |
| 7.     | Stanislav Kubíček |                   |             | 65          |
| 8.     | Miroslav Šmíd     |                   |             | 51          |
| 9.     | Miloslav Verner   |                   |             | 40          |
| 10.    | Bohumír Bartoněk  | Rudá hvězda Praha |             | 39          |
| 11.    | Miloš Fabian      |                   |             | 27          |
| 12.    | Pavel Mareš       |                   |             | 25          |
| 13.    | Josef Laštovka    |                   |             | 25          |
| 14.    | Richard Janíček   | Rudá hvězda Praha |             | 17          |
| 15.    | Rudolf Havelka    |                   |             | 16          |
| 16.    | Jaroslav Volf II  |                   |             | 15          |
| 17.    | Zdeněk Kovář      |                   |             | 11          |
| 18.    | František Richter |                   |             | 0           |
| 19.    | Jan Knedlík       |                   |             |             |
| 19.    | Antonín Novák     |                   |             |             |

Body
1. místo – 80 bodů
2. místo – 60 bodů
3. místo – 40 bodů
4. místo – 30 bodů
5. místo – 20 bodů
6. místo – 10 bodů
7. místo – 9 bodů
8. místo – 8 bodů
9. místo – 7 bodů
10. místo – 6 bodů
11. místo – 5 bodů
12. místo – 4 body
13. místo – 3 body
14. místo – 2 body
15. místo – 1 bod
Započítávaly se 3 nejlepší výsledky ze 4.